# Кейл, Джон
Джон Дэвис Кейл (англ. John Davies Cale; род. 9 марта 1942[…], Гарнант, Кармартеншир) — британский рок-музыкант, мультиинструменталист, автор песен и музыкальный продюсер. Был участником американской группы The Velvet Underground (до 1968 года).

## Биография
Родился в Уэльсе, в графстве Кармартеншир, в деревне с названием Гарнант (валл. Garnant), в семье шахтёра и учительницы. В семь лет начал брать уроки игры на фортепиано. Потом, уже в 12 лет, играл на органе в местной церкви, а ещё чуть позже — в школьном оркестре, но уже на альте и только потому, что остальные инструменты были разобраны другими. В 1957 году ездил в составе уэльского юношеского оркестра на гастроли за границу. Изучал музыку в Лондонском университете.
При содействии Аарона Копленда Кейл перебрался в США, где обучался у величайших[кого?] авангардных композиторов того времени. Участвовал в музыкальном коллективе Ла Монте Янга «Theater of Eternal Music» (также известном как «Dream Syndicate» — не путать с музыкальной группой 1980-х), игравшем экспериментальную музыку.
В 1965 году вместе с Лу Ридом основал группу The Velvet Underground, в которой участвовал в записи всего двух альбомов — The Velvet Underground & Nico и White Light/White Heat. В 1968 году покинул группу, в частности по причине творческих разногласий с Ридом.
Покинув группу, плотно занимался продюсированием. На его счету более 40 пластинок, среди которых The Stooges (The Stooges, 1969) и Horses (Патти Смит, 1975). Для Нико он спродюсировал четыре сольных альбома, а также играл на инструментах в некоторых её песнях. Он работал как приглашенный музыкант с Марком Алмондом, Element of Crime, Ником Дрейком и Аланом Стивеллом.
Его первый сольный альбом Vintage Violence вышел в 1970 году. Следующий — Church Of Anthrax (1971) — был экспериментальной работой с минималистом Терри Райли. В 1990 году совместно с Лу Ридом записал альбом Songs for Drella, посвящённый умершему в 1987 году Энди Уорхолу, покровителю Velvet Underground в ранние годы. В 1993 году участвовал в воссоединении The Velvet Underground и их концертных турне.
В середине 70-х годов, экспериментируя со сценическим образом, Кейл выступал в маске хоккейного вратаря и, подобно Элису Куперу, рубил на сцене голову мёртвым курицам, чем окончательно довёл своего ударника,[куда?] который был не просто излишне чувствителен, но ещё и вегетарианцем.

## Дискография

### С Dream Syndicate
Ранние записи, изданные только в 2000 году.
- 2000 Inside the Dream Syndicate Vol. I: Day of Niagara (Table of the Elements)

### Ранние записи
Записи 1960-х годов в Нью-Йорке, изданные позже:
- 2001 Sun Blindness Music (Table of the Elements)
- 2001 Inside The Dream Syndicate Vol. II: Dream Interpretation (Table of the Elements)
- 2001 Inside The Dream Syndicate Vol. III: Stainless Gamelan (Table of the Elements)

### CVelvet Underground
- 1967 The Velvet Underground and Nico (Verve)
- 1968 White Light/White Heat (Verve)
- 1985 VU (Verve, сборник ауттейков)
- 1986 Another View (Verve, сборник ауттейков)
- 1993 Live MCMXCIII (Sire)
- 1995 Peel Slowly and See (Polydor, бокс-сет)
- 1997 Loaded (Fully Loaded Edition) (Rhino Records)
- 2003 The Very Best of the Velvet Underground (Polydor, сборник)

### Сольная дискография
- 1970 Vintage Violence (Columbia)
- 1972 The Academy in Peril (Reprise)
- 1973 Paris 1919 (Reprise)
- 1974 Fear (Island)
- 1975 Slow Dazzle (Island)
- 1975 Helen of Troy (Island)
- 1979 Sabotage/Live (IRS)
- 1981 Honi Soit
- 1982 Music For A New Society (Ze)
- 1983 Caribbean Sunset (Ze)
- 1985 Artificial Intelligence (Beggars Banquet)
- 1989 Words for the Dying (Opal/Warner Bros.)
- 1993 23 Solo Pieces pour La Naissance de L'Amour (Crepuscule)
- 1994 N'Oublie Pas Que Tu Vas Mourir (Crepuscule)
- 1996 Walking on Locusts (Hannibal)
- 1998 Nico: Dance Music
- 2003 HoboSapiens (EMI)
- 2005 blackAcetate (EMI)
- 2012 Shifty Adventures in Nookie Wood (Double Six)
- 2016 MFANS (Double Six)
- 2023 Mercy (Double Six)

#### Прочие альбомы
Сборники, концертные альбомы, саундтреки и т. п.:
- 1977 Guts (сборник) (Island)
- 1984 John Cale Comes Alive (Ze)
- 1991 Even Cowgirls Get The Blues (концертник) (ROIR)
- 1991 Paris S'eveille, Suivi d'Autres Compositions (саундтрек) (Crepuscule)
- 1992 Fragments of a Rainy Season (концертник) (Hannibal)
- 1994 Seducing Down The Door (сборник) (Rhino)
- 1995 Antartida (саундтрек) (Crepuscule)
- 1997 Eat/Kiss: Music for the Films of Andy Warhol (Hannibal)
- 1998 Somewhere In The City (саундтрек)
- 1999 The Unknown (саундтрек) (Crepuscule)
- 1999 Le Vent De La Nuit (саундтрек) (Crepuscule)
- 1999 Close Watch: An Introduction to John Cale (сборник)
- 2003 5 Tracks (EP) (EMI)
- 2005 Process (саундтрек) (Syntax)
- 2006 Jumbo In Tha Modern World (сингл) (EMI)
- 2007 Circus Live (концертник) (EMI)
- 2011 Extra Playful (мини-альбом) (Double Six Records)

### Сотрудничество
- 1971 Church of Anthrax (с Terry Riley) (Columbia)
- 1974 June 1, 1974 (with Kevin Ayers, Brian Eno, Nico) (Island) 1974
- 1990 Songs for Drella (с Лу Ридом) (WEA)
- 1990 Wrong Way Up (с Брайаном Ино) (All Saints)
- 1994 Last Day on Earth (с Bob Neuwirth) (MCA)
- 1992 First Evening (Эктор Зазу, при участии Джона Кейла, с альбома Зазу Sahara Blue)
- 1995 The Long Voyages (сингл, Hector Zazou Эктор Зазу, при участии Джона Кейла и Сюзанны Вега, с альбома Зазу Chansons des mers froides / Sony Music)
- 2001 I Wanna Be Around (c Jools Holland’s Small World Big Band) (Import) 2001
- 2004 Le Bataclan '72 (с Лу Ридом и Нико)

### Продюсер
- 1969 The Stooges «The Stooges»
- 1969 Нико «The Marble Index»
- 1970 Нико «Desertshore»
- 1972 Jennifer Warnes «Jennifer»
- 1973 Нико «The End»
- 1975 Патти Смит «Horses»
- 1976 Jonathan Richman and The Modern Lovers «The Modern Lovers»
- 1978 UK Squeeze «UK Squeeze» (или просто «Squeeze»)
- 1987 Happy Mondays «Squirrel and G-Man Twenty Four Hour Party People Plastic Face Carnt Smile (White Out)»
- 1991 Louise Féron «Louise Féron»